# Jan Gomoła (1875–1967)
Jan Gomoła (ur. 13 maja 1875, zm. 21 stycznia 1967) – polski aktywista plebiscytowy, powstaniec śląski, działacz Związku Polaków w Niemczech, więzień KL Buchenwald. Przez Niemców nazywany „polskim królem”.

## Dzieciństwo i młodość
Urodził się 13 maja 1875, w rodzinie Franciszka i Janiny. W związku z nasilającą się represyjną polityką kulturkampfu nie miał możliwości podjąć nauki języka polskiego w szkole. Ojczystej mowy nauczyła go jego matka Janina. Kiedy miał 14 lat, zmarł jego ojciec Franciszek. Jan wybrał zawód kupiecki i po zawarciu małżeństwa z Pauliną w 1902 zbudował dom i otworzył sklep na ul. Głównej 24 w Grodzisku.

## Niemiecka administracja i I wojna światowa
Jan Gomoła rozpoczął organizowanie wieców dla uświadamiania ludności polskiej zamieszkującą wsie wokół Strzelec. Jego zaangażowanie stało się powodem szykan dla administracji cesarskiej. Pracujący dla niemieckich włodarzy synowie Jana często byli poniżani czy bici oraz wypłacano im mniejsze pieniądze. Senior rodu nie mógł również liczyć na wynajęcie wiejskiej sali na czas spotkań działaczy propolskich, z powodu niechęci do Polaków niemieckiego karczmarza. Wobec tego organizowano wiece na otwartej przestrzeni lub w starych stodołach, co nie przeszkadzało uzyskiwać często ponad tysięczną frekwencję. Jan Gomoła zawiedziony brakiem poparcia partii Centrum dla sprawy Śląska zabiegał o poparcie lokalnych ruchów na rzecz autonomii. W 1907 został koordynatorem kampanii księdza Józefa Wajdy na swój okręg. 23 stycznia ksiądz Józef Wajda został wybrany do Reichstagu gdzie wszedł w skład Koła Polskiego reprezentującego Polaków z Wielkopolski i Śląska.
Od 1908 był współzałożycielem oraz członkiem zarządu Banku Ludowego w Strzelcach Opolskich aż do 4 września 1939, kiedy to rozwiązano wszystkie polskie spółdzielnie z polecenia Głównego Urzędu Bezpieczeństwa III Rzeszy.
Po wybuchu I wojny światowej został wcielony do wojska niemieckiego. Po wielu przenosinach wrócił do domu w marcu 1915 jako „nieuleczalnie chory”. Jednak w 1916 dostał kolejne wezwanie, tym razem jako sanitariusz. W 1917 trafił jako artylerzysta na front zachodni do Francji, gdzie pozostał do końca wojny. Wrócił do domu 20 grudnia 1918.

## XX-lecie międzywojenne
Po powrocie w rodzinne strony priorytetem stała się plebiscytowa walka o polskość Śląska. Jan Gomoła stanął na czele Komitetu Wyborczego w Grodzisku. W mieście tym 20 marca 1921 wygrała opcja polska zdecydowaną przewagą: 288 głosów za Polską, 120 za Niemcami. Wygraną Polaków zakończył się również plebiscyt w całym powiecie strzeleckim. Mimo to, wobec podejrzenia o proniemiecką decyzję Międzysojuszniczej Komisji decyzją Korfantego rozpoczęło się III powstanie śląskie. Jeszcze przed wybuchem powstania Jan Gomoła został komendantem POW w Grodzisku. Stanął na czele straży obywatelskiej broniącej wsi. Po powstaniu uciekł wraz z synami do Polski w obawie przed zemstą niemieckich bojówek pustoszących tereny, na których w czasie powstania i plebiscytu ponieśli klęskę. Po ustaleniu nowych granic, mimo propozycji zamiany majątków od jednego Niemca z Lublińca zdecydował się pozostać w Grodzisku i dalej angażować się w rodzimych stronach do momentu powrotu tych ziem do Polski. Po zawierusze plebiscytowej w związku z wysoką migracją i prześladowaniami polskie organizacje na terenach przyznanych po 1921 Niemcom były w rozsypce. Ostateczna próba konsolidacji tamtejszej mniejszości polskiej nastąpiła w 1923, kiedy to 18 lutego utworzono Związek Polaków w Niemczech. Jan od pierwszych dni był aktywnym członkiem tej organizacji, między innymi został Mężem Zaufania ZPwN w Grodzisku.
Poza działalnością w strzeleckim Banku Ludowym Jan Gomoła brał udział w wielu innych przedsięwzięciach gospodarczych. Został sekretarzem Kółka Rolniczego w Grodzisku, a 20 lutego 1920 wraz z utworzeniem strzeleckiego Rolnika wchodzi w skład 12-osobowej Rady Nadzorczej tej organizacji.
Najwięcej uwagi Jan poświęcał promowaniu i rozprzestrzenianiu polskiej kultury, konserwując lub przywracając jej wartości. Pierwszą poważnym przedsięwzięciem Gomoły było otrzymanie kierownictwa na teren Grodziska w Polsko-Katolickim Towarzystwie Szkolnym. Domagano się utworzenia polskiej szkoły w Grodzisku do czego ostatecznie w międzywojniu nie doszło. Wobec tego Gomoła utworzył poprzez ZPwN we własnym domu bibliotekę, która działała od 1927 roku. Biblioteka liczyła ponad 200 pozycji i korzystało z niej przez cały okres działalności około 100 osób, często całymi rodzinami. Od 1930 sala biblioteczna w domu na ul. Głównej 24 stała się również świetlicą. Organizowano tu kursy języka polskiego i historii Polski. Z czasem stała się ona głównym miejscem spotkań polskich działaczy z całego rejonu.
11 kwietnia 1926 powstał Związek Kół Śpiewaczych Śląska Opolskiego. Rok później podzielił się on na 4 okręgi. Przewodniczącym okręgu strzeleckiego był syn Jana – Józef, a dyrygentem pieśni na okręg właśnie Jan Gomoła. Senior rodu był również prezesem w powstałym w 1930 chórze „Lutnia” w Grodzisku. Podczas Zjazdu Kół Śpiewaczych w Strzelcach w 1934 chór „Lutnia” pod batutą Gomoły zdobył 3. miejsce. Rok później w podobnym zjeździe 10 lutego w Jemielnicy Jan dyrygował chórami z Jemielnicy, Baruta i Wierchlesia.
Bardzo szerokim echem odbił się konflikt Jana Gomoły z miejscowym proboszczem – księdzem Józefem Kadukiem. Ksiądz przybył do Grodziska w 1923 i początkowo jego współpraca z Janem układała się wzorowo. Wspólnie organizowali orkiestrę kościelną oraz sprowadzali potrzebne do tego instrumenty. Sytuacja zmieniła się, gdy proboszcz zaczął przyjmować dotacje za prorządowość od rządu w Berlinie. Rozpoczął wówczas antypolską nagonkę, która diametralnie zmieniła jego relacje z Janem. Poważny kryzys wywiązał się przed wyborami do Reichstagu w 1930. W trakcie kampanii z ambony niejednokrotnie wypominał: „Głosujcie na Centrum – ołówek wasz, który nie zrobi krzyżyka w kółeczku partii numer trzy, wiecznie będzie palić się w waszych rękach ogniem piekielnym”. W czasie mszy ministranci z polecenia ks. Józefa Kaduka zrywali plakaty Polsko-Katolickiej Partii Ludowej. To powodowało, że podczas naprawiania szkód polscy aktywiści stosowali odwet na ulotkach partii Centrum. Do jawnej konfrontacji doszło, gdy podczas jednej z tych mszy parafianin z Romierzy – Matysek, będący inwalidą, rozdawał polskie ulotki wyborcze wychodzącym z kościoła wiernym. Widząc to ks. Józef Kaduk złapał starca za kołnierz i siłą wyprowadził z terenu parafii. Jan Gomoła publicznie porównał wówczas swojego proboszcza do faryzeuszy i zalecił wystrzegać się go. Dowiedziawszy się o tym, Józef Kaduk udał się rozwścieczony do niemieckiej prasy, gdzie w artykule zagroził polskiej mniejszości atakiem niemieckich bojówek, oskarżając Jana Gomołę o nawoływanie do wojny, łamania prawa państwowego i zasad kościoła oraz niszczenie niemieckiej kultury. Jan Gomoła od razu interweniował u księdza o odwołanie oszczerstw – nadaremno. Sprawę wyjaśniły „Nowiny Codzienne”. Później sprawą zajęły się też gazety w Polsce, co nadało sprawie dużego rozgłosu. W 1931 biskup Adolf Bertram polecił biskupowi Wojciechowi zbadanie sprawy, po czym ks. Kaduk otrzymał nakaz opuszczenia parafii w Grodzisku.

## II wojna światowa
Wraz z początkiem kampanii wrześniowej, żołnierze Wehrmachtu pochodzący z Bytomia i mówiący po polsku, decyzją sztabu wojennego zostali zakwaterowani w domu Gomoły. Szybko jednak naprawiono tę pomyłkę, a pierwsze dni wojny były dla Jana czasem codziennych przesłuchiwań, między innymi z powodu dezercji z niemieckiej armii jego syna Karola. Ostatecznie internowany 21 września trafił do komisariatu w Strzelcach na przesłuchania, a stamtąd do strzeleckiego więzienia. 4 października został wywieziony przez SS do Opola, stamtąd pociągiem w głąb Rzeszy do Weimaru, a następnie ciężarówką do powstałego obozu koncentracyjnego w Buchenwaldzie, gdzie 64-letni Gomoła trafił 5 października 1939 roku. Jan po latach wspominał, że już pierwszej nocy jako bici i kopani więźniowie musieli spędzić noc stłoczeni w ciemnych, betonowych bunkrach.
Jan Gomoła został umieszczony w bloku nr. 39 z numerem obozowym 7979. Po czasie do KL Buchenwald trafili również synowie Jana – Władysław, Antoni, Jan i Józef (dwóch kolejnych: Dominik i Ludwik zostali przydzieleni do KL Gross Rosen). Jan nie potrafił akceptować zasad i zakazów narzucanych przez Niemców. Często próbował stawiać jawny opór służbie obozowej, wtedy jego synowie i inni współwięźniowie musieli studzić jego zapał. Z racji wieku był autorytetem i podporą dla wielu współwięźniów, którzy widząc jego dobrą kondycję i wytrwałość mimo tak dużego wieku zyskiwali inspirację do dalszej walki o przeżycie.
Jan Gomoła początkowo pracował w kamieniołomie, a później dzięki pomocy współwięźniów i życzliwych Niemców trafił do zakładu krawieckiego, gdzie cerował skarpety. Jedynie dzięki temu uniknął wywózki starych więźniów do Dachau, gdzie czekałaby go pewna śmierć. Po wyzwoleniu obozu 11 kwietnia 1945 Jan Gomoła wraz z synami wyruszył w drogę powrotną do domu jeszcze przed przekazaniem obozu oddziałom radzieckim. Zmuszeni byli do ciągłych zmian środków transportu, w tym pieszej wędrówki. Starali się również unikać żołnierzy sowieckich, gdyż spotkanie z nimi często oznaczało utratę wszystkiego, co posiadało się przy sobie.
13 sierpnia 1945 wraz z trzema synami (Władysław postanowił zostać tymczasowo w Niemczech) wrócił do Grodziska, gdzie oczekiwały go żona Paulina, córki oraz Karol, Dominik i Bronisława z dziećmi. W czasie wojny na 11 dzieci Jana i Pauliny przeżyło 9 z nich.

## Życie Jana Gomoły po wojnie na polskim Śląsku
Jan Gomoła nie miał problemu z udowodnieniem swojej polskości. Wobec tego został członkiem powiatowej komisji weryfikacyjnej w Strzelcach. Ze względu na swoje przekonania polityczne wstąpił do Polskiego Stronnictwa Ludowego. W okresie referendum w 1946 został wraz z synami Dominikiem, Janem i Karolem aresztowany i wtrącony do więzienia jako przywódca miejscowego oddziału PSL. Dopiero po interwencji Józefa i zaprzyjaźnionego starosty strzeleckiego zostali zwolnieni. Od tego momentu Jan wycofał się z działalności politycznej. Do końca 1947 prowadzi swój sklep. Później zamienił go w spółdzielnię, a sam w asyście swojego wnuka Kazimierza zajął się rąbaniem drewna w lesie, gdzie odnalazł spokój po tak burzliwych ostatnich latach jego życia.
W następnych dziesięcioleciach dom Jana Gomoły często gości dostojników państwowych i dziennikarzy krajowych oraz zagranicznych. Jego postać oraz historia rodu Gomołów stała się dobrym przykładem dla ówczesnej propagandy podkreślającej polskość Ziem Odzyskanych. Dla Jana Gomoły najważniejszą uroczystością było jednak sześćdziesięciolecie pożycia małżeńskiego przypadające na rok 1962. Zebrała się wówczas cała rodzina oraz przyjaciele. Napłynęło wiele listów i telegramów z życzeniami z całej Polski i spoza niej, między innymi od prezydium WNR w Opolu czy biskupa Bolesława Kominka – ordynariusza wrocławskiego. Uroczystość zaszczycili obecnością posłowie Jan Rychel, Józef Kachel oraz Wincenty Karuga z Bytomia. Niedługo po uroczystościach zmarła żona Jana, Paulina.
Zmarł w wieku 91 lat 21 stycznia 1967 i został pochowany wraz z żoną na cmentarzu parafialnym w Grodzisku.
Prapradziadek posła na Sejm X kadencji, Adama Gomoły.

## Ordery i odznaczenia
- Order Sztandaru Pracy II klasy
- Złoty Krzyż Zasługi
- Srebrny Krzyż Zasługi (18 stycznia 1946)[18]
- Śląski Krzyż Powstańczy
- Medal „Zasłużony Opolszczyźnie”